# Station Krośniewice Błonie
Station Krośniewice Błonie is een spoorwegstation in de Poolse plaats Krośniewice.